# Glinice (Radom)
Glinice ist ein Einfamilienhausviertel in der Nähe des Zentrums der polnischen Großstadt Radom. Es grenzt an die Stadtteile Śródmieście, Ustroń, Dzierzków, Długojów, Idalin und Sadków.
Im Zentrum befindet sich die Kirche der Heiligsten Herzen Jesu. Die Gemeinde wurde 1921 gegründet, ihr erster Pfarrer war Pater Roman Maliszewski.
Diese Kirche ist nach der Kathedrale der Heiligen Jungfrau Maria, das größte religiöse Gebäude in Radom. In Glinice gibt es auch einen historischen Wasserturm aus dem Jahr 1926. 
Darüber hinaus gibt es in Glinice unter anderem ein Einkaufszentrum.
Der Flughafen Warschau-Radom liegt ungefähr 3,4 Kilometer östlich des Stadtteils.
Ab der Wende vom 19. zum 20. Jahrhundert befanden sich in Glinice Industriebetriebe und der Bezirk wurde nach und nach mit Einfamilienhäusern bebaut.
Während des Zweiten Weltkriegs gab es in Glinice zwischen den Straßen Słowackiego, Złota, Biała und Kwiatkowskiego ein von den Deutschen für die jüdischen Einwohner der Stadt eingerichtetes Ghetto, in dem etwa 8000 Menschen untergebracht waren.